# Goera diversa
Goera diversa là một loài trong họ Goeridae. Chúng phân bố ở miền Cổ bắc.
- Tư liệu liên quan tới Goera diversa tại Wikimedia Commons